# Paraclius bequaerti
Paraclius bequaerti är en tvåvingeart som beskrevs av Charles Howard Curran 1929. Paraclius bequaerti ingår i släktet Paraclius och familjen styltflugor.
Artens utbredningsområde är Kongo. Inga underarter finns listade i Catalogue of Life.